# Daïra de Bir Bou Haouch
La daïra de Bir Bou Haouch est une daïra d'Algérie située dans la wilaya de Souk Ahras et dont le chef-lieu est la ville éponyme de Bir Bou Haouch.